# الشغب والثاقب والشيطان (بريزون بريك)
«الشغب والثاقب والشيطان» (بالإنجليزية: Riots, Drills and the Devil)‏ هي حلقة مكونة من جزأين من المسلسل التفزيوني بريزون بريك. يشكل الجزء الأول الحلقة السادسة من المسلسل، والجزء الثاني الحلقة السابعة منه. بٌثّا في يومين مختلفين في الولايات المتحدة الأولى في 26 سبتمبر 2005 والثانية في 3 أكتوبر 2005. كتب الجزء الأول من «الشغب والثاقب والشيطان» نيك سانتورا وأخرجه روبرت ماندل، أما الجزء الثاني فكتبه كرين أوشار وأخرجه فيرين غلوم.
في هذه الحلقة ذات الجزأين، يتعمد بطل المسلسل مايكل سكوفيلد فرض الحبس على جناحه ليبقي خطة الهرب على الجدول المحدد، إلا أن هذا الحبس يتحول إلى شغب داخل السجن، مما أعطاه وقتا أطول لحفر الجدار بدون الخوف من عد السجناء. أيضا يعرف شخصان لم يكن من المفترض أن يعرفا؛ ويحاول سجين قتل لينكون بوروز؛ وتجد فيرونيكا ونيك دليلا في القضية؛ ويحاصر بعض السجناء الثائرين الدكتورة سارا تانكريدي.

## القصة

### الجزء الأول
تأمر المرأة الموجودة في مونتانا بول بأن يتولى أمر لينكلون. فيأمر أحد السجناء في إصلاحية نهر فوكس بقتل لينكون. تحاول فيرونيكا الابتعاد عن نيك سافرين، إلى أن علمت أنه كان يحاول مساعدتها طوال الفترة الماضية، بعد أن أخبرها أن الاتصال الذي بلّغ عن لينكون كان قادما من واشنطن العاصمة. في هذه الأثناء شعر مايكل أنه لن يكمل عملية الحفر داخل الجدران إلا إذا امتلك قدرا كافيًا من الوقت، لأن العودة مرارا إلى زنزانته ترقّبا للعد تأخره عن جدول خطة الهروب. بعد أن شرح الأمر لفرناندو، أخبره أن العد لا يتم عند الحبس، واقترح عليه تعطيل التكييف ليتسبب بغضب السجناء. استطاع مايكل بالفعل إغلاق التكييف المركزي. يعود تي-باغ من المستوصف، فيجد رفيق زنزانة جديد هو سيث. بعد أن قٌطِع التكييف، اشكتى السجناء من الحرارة وقادهم تي-باغ لمواجهة روي جيري الذي يفرض حبسا بينما كان بعض السجناء خارج زنازينهم. يثور السجناء ويقتحمون غرفة التحكم بالزنازين وفيها يفتح تي-باغ كل الزنازين ويجد مجموعة مفاتيح أعطته هو والثائرين الوصول إلى كافة أرجاء السجن.
عندما أعلن وصول الثوار إلى عنبر المرضى، ثار المرضى هناك أيضا. بعد أن أخرجوا الحارس حاصروا الطبيبة سارا في الغرفة المجاورة. يستخدم مايكل رسما لشيطان من وشمه لتحديد المواضع التي يتعين ثقبها لينهار الحائط (مستخدما قانون هوك)، يقوم فرناندو بإكمال الثقب، كان هذا الجزء مهما لخطة الهروب، لأن ذلك الحائط كان يمنع الفريق من الدخول إلى أنبوبة توصلهم إلى المستوصف. في هذه الأثناء، يلكم تي-باغ لينكون وحارسه -بينما كان الحارس ينقل لينكون إلى جناح آخر بعيدا عن الشغب-، ويحتجز الضابط كرهينة، يحاول الضابط الهروب، فيدفعه تي-باغ إلى زنزانة مايكل، ويجد فيها الفتحة خلف الحوض فيكتشف خطة الهروب، فيبتز جون أبروزي طالبا إياه الانضمام إلى المخطط. في الخارج، يخطط الضباط للسيطرة على الشغب، عندها يتلقى المأمور بوب اتصالا من المحافظ سائلا عن حال ابنته الطبيبة سارا، ويأتي بعد الاتصال بدقائق.
يرى مايكل فيما بعد احتجاز الطبيبة سارا من تلفزيونات المراقبة، فيذهب لينقذها عبر أنابيب التكييف. في هذه الأثناء يلاحظ تشارلز ويستمورلاند لينكون مغمى عليه، فيوقظه. بعد أن استيقظ وسأل عن مايكل أخبره أحد السجناء («تورك») أنه يعرف مكانه، لكن يُكشف فيما بعد أنه السجين المأمور بقتل لينكون.

### الجزء الثاني
يضل تورك لينكون، ويذهب به إلى منطقة نائية حيث يحاول قتله. لكن بعد محاولتين فاشلتين، يدفع لينكون تورك من على الحافة، فيسقط تورك صريعا. يعود تي-باغ إلى زنزانة مايكل وفرناندو ويراقب الضابط الذي يعرف عن خطة الهرب. يدخل جون ليساعد فرناندو في هدم الجدار. تمكنا أخيرا من إكمال الثقوب وهدم الجدار وشاهدا الأنبوبة في الجهة المقابلة.
أوشك الثوار على أن يقتحموا الغرفة التي حوصرت فيها الدكتورة سارا، وأشعلوا فيها النار، في هذه اللحظة جاء مايكل عبر الأنابيب وأنقذها منهم. لكن الثوار يتعقبونهما، بينما يحاولان الفرار منهما. سألت سارا مايكل كيف عرف الطريق عبر الأنبايب فأجابها بأن عمّال السجن كلفوا بتنظيف الغاز السام في هذه الأنابيب. استطاع مايكل لاحقا ضرب قائد الثوار وهربا نحو المخرج، عندما وصلا، كان أحد القناصة -الذين أرسلهم المحافظ (والد سارا) وطلب منهم فعل أي شيء لإنقاذ ابنته- يصوب عليه. ينبطح مايكل مسرعا بينما يطلق القناصون على السجناء الثائرين، فترجع سارا إلى أبيها.
تصل فيرونيكا ونيك إلى واشنطن العاصمة ويتجهان إلى العنوان الذي تم الاتصال منه للإبلاغ عن لينكون فيجدونه هاتفا عموميا. يلاصق الهاتف بناءً تستخدمه نائبة رئيس الولايات المتحدة. رن الهاتف فردت فيرونيكا، فأخبرها المتصل أنهم في عداد الموتى. تهرب فيرونيكا ونيك مذعورين. يجتمع مايكل بلينكون في الجناح الرئيسي للسجن فيتعانقان، بينما تدخل قوات مكافحة الشغب للسجن وتجبر السجناء على العودة إلى زنازينهم. يناقش الفريق ما يجب عليهم القيام به للضابط في زنزانة مايكل. يصر مايكل وفرناندو ولينكون على إبقائه على قيد الحياة، لكن تي-باغ يقتله أثناء مغادرته غير مكترث بطعنه في بطنه ورميه من الدور الثاني. في النهاية، تسأل سارا أحد زملائها عن سبب تكليف عمال السجن بتنظيف الغبار السام، فيرد بأنه لم يسبق تكليف عمال السجن بهذه المهمة مطلقا، الأمر الذي جعل سارا تعرف أن مايكل كان يكذب. يرجع السجن إلى طبيعته ويتمكن مايكل من إكمال خطة الهروب.

## وصلات خارجية
- الملخص الرسمي للحلقة السادسة من الموسم الأول من قناة فوكس
- الملخص الرسمي للحلقة السابعة من الموسم الأول من قناة فوكس